# Эрнест в школе
«Эрнест в школе» (англ. Ernest Goes to School) — американская семейная комедия 1994 года с Джимом Варни в главной роли. Шестой фильм из серии фильмов об Эрнесте Уоррелле и первый не имевший широкого кинотеатрального проката. Также это единственный фильм серии снятый Коуком Сэмсом, а не Джоном Черри.

## Сюжет
Эрнест Уоррелл работает уборщиком в средней школе. Местные власти ради экономии бюджета хотят закрыть эту школу, а учеников перевести в другую. В течение некоторого времени чиновники будут наблюдать за школой и если она никак себя положительно не проявит, то её закроют. Существует также правило, согласно которому все работники школы должны иметь диплом о среднем образовании. У Эрнеста такого диплома нет, а правило распространяется и на него, хотя он подсобный рабочий, а не учитель.
Эрнест вынужден посещать уроки как обычный ученик. Учёба даётся ему не очень легко, к тому же он постоянно влипает в различные неприятности. Директор уже готов отказаться от затеи с дипломом для Эрнеста, но даёт ему последний шанс. Двое работников школьной лаборатории Герта и Бобби работают над своим проектом по ускорению мозга. Они используют Эрнеста в качестве своего подопытного кролика. Их тайная лаборатория расположена в секретной комнате, пройти в которую можно через шкафчик Эрнеста.
Эксперимент проходит успешно. Эрнест становится умнее и имеет успех по всем предметам. Учительница музыки мисс Флюгал, к которой Эрнест имеет романтический интерес, назначает его дирижёром школьного оркестра. Однако эффект от манипуляций с мозгом недолговременный и процедуру по его ускорению нужно периодически повторять. Эксперимент также имеет и побочный эффект. Умный Эрнест становится высокомерным, а школьные друзья начинают считать его занудой.
Бобби решает подшутить над Эрнестом и проводит очередную манипуляцию с его мозгом только вполсилы. Это приводит к умственному параличу, который происходит с Эрнестом прямо посреди урока истории, когда тот читает доклад о покупке Аляски. Далее секрет Эрнеста узнают спортсмены-хулиганы. Они разрушают тайную лабораторию. Как раз наступает момент важной игры с футбольной командой из другой школы, где Эрнест должен руководить школьным оркестром. Без подпитки мозга Эрнест вынужден рассчитывать на собственные силы. Его дирижирование во время этого матча превращается в катастрофу.
Школьные друзья приходят на помощь Эрнесту. Они решают поднатаскать его по всем предметам, чтобы тот мог сдать тесты сам. Через какое-то время работники лаборатории сообщают ему, что научное оборудование отремонтировано, но Эрнест принимает решение сдавать экзамены самостоятельно.
Наступает день финального футбольного матча. Местный чиновник просит тренера школьной команды проиграть. В этом случае их школу закроют и вольют в другую, а тренер получит работу в этой новой более престижной школе. Тренер соглашается, и его команда начинает проигрывать. Другие ученики пытаются сорвать этот план. Вместе с Эрнестом и работниками лаборатории они усыпляют своих футболистов в раздевалке, а затем сами выходят на поле в их форме. Однако они не спортсмены и у них ничего не получается. Герта и Бобби ускоряют им мозги, и тем удаётся победить, проявляя смекалку. Школу, которая имеет такие хорошие спортивные достижения, закрывать уже никто не собирается. Выясняется, что Эрнест сдал выпускной экзамен, поэтому он получит аттестат и сможет остаться работать в школе.

## В ролях
- Джим Варни — Эрнест Уоррелл
- Линда Кэш — Герта
- Билл Бирдж — Бобби
- Джейсон Михас — Дональд
- Сара Чок — Мэйзи
- Гейб Хаут — Родни
- Коррин Косло — мисс Флюгал
- Расселл Портер — Брэд
- Уилл Сассо — Рассел
- Дункан Фрайзер — тренер Декер
- Френч Тикнер — директор Проктер
- Кевин МакНалти — Эксвелл
- Дэвид Кит — Вествуд
- Лорена Гейл — учительница истории
- Майкл Робердс — работник столовой

## Критика
В Entertainment Weekly отметили, что ход с ускорителем мозга даёт Джиму Варни возможность немного расширить диапазон своей актёрской игры, чем то, что он обычно может себе позволить в фильмах об Эрнесте. В TV Guide посчитали, что в роли умного Эрнеста Варни выглядит даже смешнее, чем в роли обычного. Отмечалось, что в фильме есть странный посыл, что быть умным — плохо.